# Citometria de flux

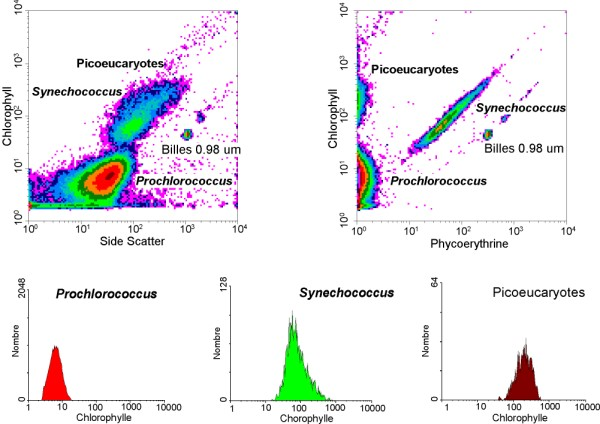
Anàlisi per citometria de flux de cicoplanctom fotosintètic mostrant tres poblacions diferents (Prochlorococcus, Synechococcus i picoeukaryotes)

La citometria de flux és una tècnica per comptar, examinar i ordenar partícules microscòpiques sospeses en un fluid. Permet l'anàlisi simultània multiparamètrica, anàlisi de les característiques físiques i químiques de les cèl·lules, fluint una a una, a través d'un aparell electrònic de detecció òptica. L'aparell que es fa servir per a l'anàlisi és un citòmetre de flux.

## Principi
Un raig de llum, (generalment làser) d'una sola longitud d'ona és dirigit al focus hidrodinàmic del corrent de fluid. Un nombre de detectors estan enfocats al punt en què el corrent passa a través del raig de llum; un en línia amb el raig de llum (Forward Scatter o FSC) i diversos perpendiculars a aquest (Side Scatter (SSC) i un o més detectors fluorescents). Cada partícula suspesa que passa a través del raig dispersa la llum d'una manera concreta, i els compostos químics inherents o adherits a les cèl·lules poden ser excitats de manera que emetin llum a una freqüència més baixa que la de la llum d'origen. La informació obtinguda per la dispersió de fotons i per la llum de fluorescència és capturada pels detectors i per anàlisis de fluctuacions de la intensitat de llum a cada detector (un per a cada pic de l'espectre d'emissió) és possible extrapolar diversos tipus d'informació sobre les estructures físiques i químiques de cada partícula individual.
El FSC correlaciona el volum amb les cèl·lules i el SSC depèn de la complexitat interna de la partícula (p. ex. forma del nucli, la quantitat i tipus de grànuls citoplasmàtics o la rugositat de la membrana cel·lular). Alguns citòmetres de flux del mercat han eliminat la necessitat de fluorescència i fan servir només la dispersió de la llum per a la mesura.

## Citòmetres de flux
Els citòmetres de flux moderns són capaços d'analitzar diversos milers de partícules cada segon, en "temps real", i pot separar i aïllar activament les partícules que tinguin propietats específiques. Un citòmetre de flux és similar al microscopi, excepte que per formar una imatge de la cèl·lula el que fa és quantificar informàticament els paràmetres a analitzar. Per analitzar teixits sòlids primer cal preparar suspensions en què les cèl·lules no estiguin adherides entre elles.
Un citòmetre de flux té cinc components principals:
- un flux cel·lular - corrent líquid que transporti i alinei les cèl·lules de manera que passin d'una en una a través del raig de llum.
- una font de llum - normalment làmpades (de mercuri o xenó); làsers refredats per aire d'alta potència (argó, criptó, làser dye); làsers refredats per aire de baixa potència (argó (488nm), red-HeNe (633nm), green-HeNe, HeCd (UV)); díodes làsers (blau, verd, vermell, violeta).
- un detector.
- un sistema d'amplificació lineal o logarítmic.
- un ordinador per a l'anàlisi dels senyals.

Els citòmetres de flux primerencs eren dispositius dedicats a pocs fins experimentals, però els avanços tecnològics han creat un considerable mercat per a la instrumentació així com per als productes emprats en les anàlisis com els anticossos per a l'etiquetatge fluorescent i el programari d'anàlisi.
Els instruments moderns tenen normalment múltiples làsers i detectors fluorescents (el rècord actual per a un instrument comercial són 4 làsers i 18 detectors fluorescents). L'increment del nombre de làsers i detectors permet l'etiquetatge amb múltiples anticossos, permetent identificar amb més precisió una població diana pel seu fenotip. Certs instruments poden fins i tot obtenir imatges digitals de cèl·lules individuals permetent-ne l'anàlisi de la localització dels senyals de fluorescència en la superfície de les cèl·lules.
Les dades generades per citòmetres de flux es poden traçar en una sola dimensió, per produir un histograma, o en diagrames de dues dimensions o fins i tot en tres dimensions. Les regions d'aquests diagrames poden ser separats seqüencialment, basant-se en la intensitat de fluorescència, creant unes sèries d'extraccions de subconjunts anomenades "portes". Existeixen protocols específics de bloqueig per finalitats clíniques, sobretot en el camp de l'hematologia. Els diagrames moltes vegades es fan en escales logarítmiques. Com que els diferents espectres d'emissió se sobreposen, els senyals dels detectors s'han de compensar computacionalment i electrònicament.

## Classificació de cèl·lules per fluorescència
La classificació de cèl·lules per fluorescència (Fluorescence-activated cell-sorting, FACS) és un tipus especialitzat de citometria de flux. Proveeix d'un mètode per classificar una barreja heterogènia de cèl·lules en dos o més contenidors, basant-se en la recepció dels sensors de les característiques fluorescents de cada cèl·lula. És un útil instrument científic que permet classificar les cèl·lules de manera ràpida, objectiva i quantificativa segons els senyals fluorescents registrats en diferents compartiments físics. L'acrònim FACS és una marca registrada posseïda per en Becton Dickinson tot i que es fa servir en el món científic com un terme general. El primer classificador de cèl·lules va ser inventat per en Mack Fulwyler el 1965 fent servir el principi del volum de Coulter, una tècnica relativament difícil per a la classificació. La tècnica es va estendre gràcies a en Len Herzenberg que va ser qui va crear el terme FACS. Herzenberg va guanyar el 2006 el Premi de Kyoto per la seva feina en la citometria de flux.
La suspensió cel·lular és arrossegada cap a un pas estret d'un corrent ràpid de líquid. El flux és controlat de manera que hi hagi una distància suficient de separació entre les cèl·lules segons el seu diàmetre. Un mecanisme de vibració provoca que el raig es trenqui en gotes individuals. El sistema s'ajusta de manera que hi hagi una probabilitat molt baixa de què hi hagi més d'una cèl·lula per gota. Just abans que el corrent es fragmenti el corrent passa a través d'una estació de mesura de fluorescència en la que es mesuren els caràcters fluorescents d'interès. Un anell carregat elèctricament és situat sota el punt en què el raig es fragmenta en gotes. L'anell és carregat elèctricament d'una manera determinada basant-se en la lectura fluorescent immediatament anterior de forma que la càrrega oposada és atrapada en la gota mentre es trenca el corrent. Les gotes carregades travessen un sistema de deflecció electroestàtica que dirigeix les gotes cap a diferents contenidors basant-se en la seva càrrega. En alguns sistemes la càrrega és aplicada al corrent i la gota que se'n desprèn reté del mateix signe que el corrent. Després del despreniment de la gota el corrent és retornat a una càrrega neutral.

## Etiquetes fluorescents
Les etiquetes fluorescents que es poden fer servir dependran de la làmpada o làser feta servir per excitar els fluorocroms i els detectors disponibles:
làser blau d'argó (488 nm)
És un làser refrigerat i, per tant, més barat d'instal·lar i fer anar. És el làser més comunament disponible en màquines d'un sol làser.
- Verd (normalment etiquetat FL1): FITC, GFP, CFSE, CFDA-SE
- Tagonja (normalment FL2): PE
- Canal vermell (FL3): PerCP, PE-Cy5, PE-Cy5.5, PI
- Infra-vermell (FL4): PE-Cy7

UV làser (325 nm) d'heli-cadmi (HeCd)
- Ultraviolat: Hidroxicoumarina
- Blau: Y66H, Hoechst 33342, Hoechst 33342
- Verd: Y66F

UV (HBO) làmpada (366 nm) (normalment emprada per treballar amb ADN)
- Violeta: Indo-1
- Blau: DAPI, Hoechst 33342, Hoechst 33342, AMCA
- Blau-verd: MBB

díode làser violeta (405 nm)
- Blau del pacífic (manufacturat per BD)
- AmCyan

làser (543nm) d'heli-neó verd (HeNe)
Rarament emprat perquè el color és massa proper al blau de 448 nm que fan servir la majoria de màquines.
làser (633 nm) d'heli-neó vermell (HeNe) o làser de díode vermell (635 nm)
- APC
- APC-Cy7

## Paràmetres mesurables
Aquesta llista és molt llarga i en constant expansió.
- Volum i complexitat morfològica de les cèl·lules[5]
- Pigments cel·lulars com la clorofil·la o la ficoeritrina
- Contingut total d'ADN (anàlisi de cicle cel·lular, cinètica cel·lular, proliferació, etc.)
- Contingut total d'ARN
- Anàlisi i ordenació de cromosomes (construcció de llibreries, tinció cromosòmica)
- Expressió i localització de proteïnes
- Productes transgènics in vivo, particularment la proteïna verda fluorescent o proteïnes emparentades
- Antígens de superfície cel·lular (molècules CD)
- Antígens intracel·lulars (diverses citocines, mediadors secundaris, etc.)
- Antígens nuclears
- Activitat enzimàtica
- pH, calci ionitzat intracel·lular, magnesi, potencial de membrana
- Fluïdesa de membrana
- Apoptosi (quantificació, mesura de la degradació de l'ADN, potencial de membrana mitocondrial, canvis de permeabilitat, activitat de caspasa)
- Viabilitat cel·lular
- Monitoratge de l'electropermeabilització de les cèl·lules
- Potencial oxidatiu
- Caracterització de resistència multifàrmacs (MDR) en cèl·lules canceroses
- Glutatió
- Diverses combinacions (ADN/antígens de superfície, etc.)

## Aplicacions
La tecnologia té aplicacions en un nombre de camps, incloent-hi la biologia molecular, la patologia, la immunologia, la biologia vegetal i la biologia marina. És especialment útil en el camp de la biologia molecular quan es fan servir anticossos etiquetats fluorescentment. Aquests anticossos específics s'uneixen a antígens a les cèl·lules diana i ajuden a donar informació de les característiques específiques de les cèl·lules estudiades en el citòmetre. Té amples aplicacions en medicina (especialment en trasplantaments, hematologia, immunologia de tumors i quimioteràpia, genètica i selecció d'esperma en IVF). En la biologia marina, les propietats autofluorescents del plàncton fotosintètic poden ser explotades per citometria de flux per tal de caracteritzar l'abundància i estructura de les comunitats marines. En l'enginyeria de proteïnes, la citometria de flux es fa servir conjuntament amb l'exhibició de llevat i l'exhibició bacteriana per identificar les variants de proteïnes exhibides en membrana amb les propietats desitjades.